# Corvus sinaloae
Corvus sinaloae là một loài chim trong họ Corvidae.